# Санта (Грузия)
Санта (груз. სანთა, греч. Σάντα) — село в Цалкском муниципалитете края Квемо-Картли.

## География
Санта находится в 12 километрах от города Цалка на юге Грузии.

## История
Село Санта было основано понтийскими греками в 1835 году. в процессе перехода на эту казённую пустошь семей из разных селений Цалкинского округа и оставшихся их родственников из селения Санта Трапезундского округа. В 1835 году в Канцелярию наместника Кавказа поступило прошение от греческих семей селения Санта Трапезундского округа, где излагалось: «Мы, греческие семьи из селения Санта, имеем желание переехать в пределы Российской империи в местность Цалка, где в 1830 году поселились несколько семей наших родственников. Доверенные Апостол Иери и Триандафил Статиос». В сообщении Российского консула из Трапезунда по поводу данного прошения от 11 октября 1835 года говорится: «Сантеты заявили, что весной 1836 года могут переехать, если будет разрешение сераскера Трапезунда Осман паши Хазин-дар оглу на продажу их собственности.
Название «Санта» переселенцы привезли из той местности, где жили прежде — в горах и лесах, труднодоступных для турок. Потому они были более независимыми, сохранили свой язык и религию в отличие от многих других греческих сел.
Понтийские греки составляли основное население села Санта до конца 90-х годов XX века.

## Население
По данным переписи 2014 года жили 39 человека (100 % грузины)

## Промышленность и образование
В селе Санта существовал греческий педагогический техникум, но он был закрыт в августе 1938 года в связи с ликвидацией школ ряда национальных меньшинств по всему Советскому Союзу.

## Известные уроженцы
- Феохарий Кессиди — российско-греческий философ, член ряда российских и греческих научных академий.
- Иван Саввиди — бизнесмен, общественный деятель.